# Prostitución infantil en Ucrania
La prostitución infantil en Ucrania ha sido descrita como la prostitución infantil, la aparición de menores en pornografía infantil y la trata sexual de menores, según el relator especial de las Naciones Unidas, Juan Miguel Petit, considerándose como un problema importante en el país. Una publicación de la Oficina de Asuntos Laborales Internacionales (dependiente del Departamento de Trabajo de los Estados Unidos) informa que los niños y adolescentes ucranianos se involucran en la producción de pornografía y en el trabajo sexual. Los niños huérfanos, sin hogar y de la calle son objeto de trata tanto a nivel nacional como transnacional. En el pasado, la mayoría de prostitutas menores eran chicas de distritos urbanos. Ahora, la mayoría de las víctimas de la prostitución infantil en Ucrania provienen de pueblos pequeños y regiones rurales,  y la prostitución de niños ucranianos ha aumentado.
El ordenamiento jurídico ucraniano no proporciona una definición clara de "prostitución" y "prostitución infantil". Impone un duro castigo por la participación de menores en el trabajo sexual comercial, pero sus clientes a menudo no son procesados. Como resultado, los menores se vuelven responsables de su propia explotación.

## Contexto social y económico
En 2005 Ucrania se sumió en una primera crisis económica que rápidamente se extendió por todo el país golpeando duramente a los grupos más vulnerables de la sociedad. Después de la primera ola de problemas económicos, los datos locales demostraron una breve recuperación en 2006, pero esto fue solo un prefacio de las crisis del sistema de 2008. La economía de Ucrania enfrentó la crisis bajo la presión de las deudas financieras, la alta inflación, la moneda nacional inestable y la corrupción omnipresente. La mala situación económica de 2008 se vio agravada por los problemas sociales acumulados, como la mala educación, la atención médica inadecuada y la demografía desfavorable. La ausencia de reformas sistemáticas y consistentes en Ucrania condujo a un despilfarro del enorme presupuesto gastado en programas sociales. Como resultado, la sociedad ucraniana experimenta un alto nivel de pobreza, desigualdad de oportunidades y acceso desigual de las personas a los diferentes servicios públicos. Posteriormente, una cantidad de divorcios está aumentando y la familia monoparental se está volviendo cada vez más común en Ucrania, también la situación tiene un impacto negativo en los niños y adolescentes aumenta el problema de la pobreza infantil. En las familias pobres, los menores corren un mayor riesgo de verse involucrados en actividades delictivas, prostitución y vagancia.

## Descripción general
Según los medios ucranianos, el país, junto con Moldavia y Portugal, se convirtió en un centro europeo de turismo sexual infantil. Con respecto a la situación, Mark Capaldi, jefe de políticas e investigación de ECPAT , expresó su preocupación de que los países "ven al turismo como un sector de desarrollo económico fantástico" ignorando los riesgos que los turistas internacionales representan para los niños.
La explotación sexual de niños es más evidente en Kiev y algunas otras grandes ciudades. Muchos niños se ven obligados a emigrar allí para recibir educación y luego se involucran en la industria del sexo ucraniana para mantenerse. La participación de los adolescentes ucranianos en la prostitución ha suscitado una serie de preocupaciones especiales.
Hay una tendencia constante de trata de personas desde Ucrania, especialmente mujeres y niños. La Organización Internacional para las Migraciones informa que Ucrania se convirtió en una de las principales fuentes de menores y mujeres para su explotación sexual forzada; por regla general se venden a los Balcanes, Europa Central y Medio Oriente. El precio promedio de una chica ucraniana es de alrededor de $ 2,000 a $ 10,000 dependiendo de su destino. En Israel, una joven ucraniana puede ganar hasta $ 50,000 o $ 100,000 anuales para su proxeneta y no tener nada para ella. El Relator Especial de la ONU sobre la trata de niños, la prostitución infantil y la utilización de menores en la pornografía Juan Miguel Petit concluyó que la trata de personas y la explotación comercial de niños son problemas importantes en el país. Después de su visita a Ucrania, presentó un informe especial al Comité de Derechos Humanos de la ONU, que dice que el 10% de las víctimas de la trata de personas tienen entre 13 y 18 años. Los menores de Ucrania están siendo explotados en diferentes negocios, por ejemplo como sirvientes, en el comercio ambulante y la prestación de servicios sexuales. Un modelo típico de la trata de personas en Ucrania es que los menores se convierten en víctimas de explotación sexual que residen dentro de su país. En la muchos incidentes, los delincuentes ucranianos endeudan a las posibles víctimas y luego las obligan a prostituirse. La ONG Ecpat recogió en 2015 una estimación del número total de trabajadoras sexuales en Ucrania de alrededor de 70.000, de las cuales afirman que 15.000 tendrían entre 14 y 19 años.